# Alai Nyýazmeňgliýew
Alai Güýzmeňgliýewiç Nyýazmeňgliýew (ur. 12 lipca 1978) – turkmeński zapaśnik walczący w stylu wolnym. Zajął dziewiętnaste miejsce na mistrzostwach świata w 2001. Dziewiąty na igrzyskach azjatyckich w 2002 i jedenasty w 2006. Piąty na mistrzostwach Azji w 2001. Srebrny medalista na igrzyskach centralnej Azji w 1999 i brązowy na Igrzyskach Azji Zachodniej w 1997 roku.